# ثورة المعلومات

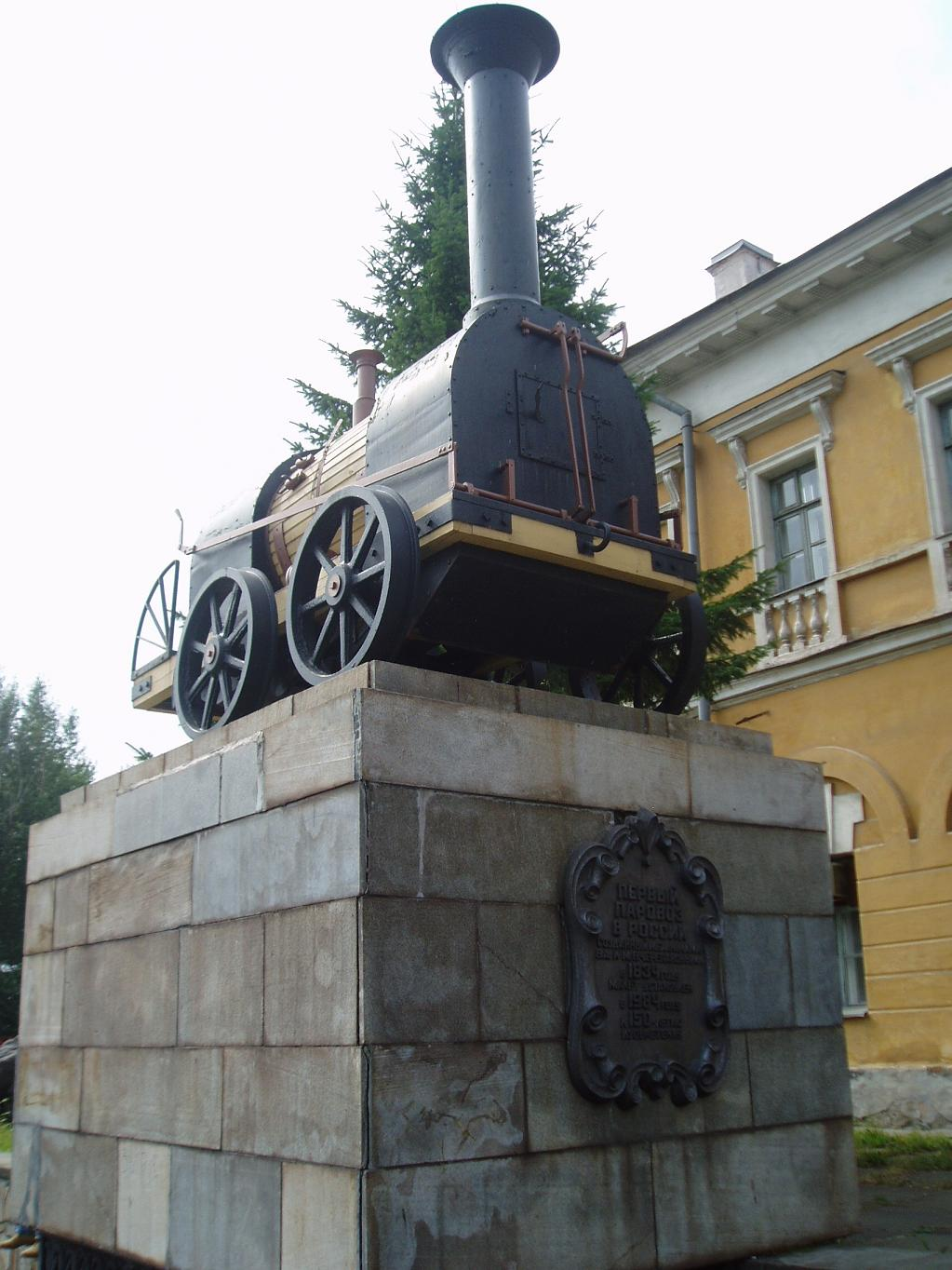

ثورة المعلومات (بالإنجليزية: Information revolution)‏، هو مصطلح يصف ثورة المعلومات الاقتصادية، والاجتماعية، والتكنولوجية. بعد الثورة الصناعية، تم تمكين ثورة المعلومات، من خلال التقدم في تكنولوجيا أشباه الموصلات، لا سيما الترانزستور، والدوائر المتكاملة، مما أدى إلى عصر المعلومات في أوائل القرن الواحد والعشرين.
تم اقتراح العديد من المصطلحات المنافسة التي تركز على جوانب مختلفة من هذا التطور المجتمعي. حيث قدم العالم البريطاني الموسوعي عالم البلورات جون ديزموند برنال مصطلح «الثورة العلمية والتقنية» في كتابه الصادر عام 1939 بعنوان «الوظيفة الاجتماعية للعلوم» لوصف الدور الجديد الذي تلعبه العلوم، والتكنولوجيا في المجتمع. حيث أكد أن العلم أصبح «قوة منتجة»، وذلك باستخدام النظرية الماركسية للقوى المنتجة، تم تناول المصطلح من قبل أعضاء ومؤسسات الكتلة السوفيتية آنذاك. حيث كان هدفهم هو إظهار أن الاشتراكية مكانا آمنا للثورة العلمية والتقنية.
تحدى دانييل بيل (1980) هذه النظرية، ودافع عن مجتمع ما بعد الصناعة، الذي يؤدي إلى اقتصاد الخدمات بدلاً من الاشتراكية. ثم قدم العديد من المؤلفين وجهات نظرهم، بما في ذلك زبغنيو بريجينسكي 1976، مع «مجتمع تكنيترونيك».